# شناسایی و عیب‌زدایی
شناسایی و عیب‌زدایی (به انگلیسی: Troubleshooting) شکل خاصی از حل مسئله است که غالباً برای تعمیر محصولات یا فرآیندهای مشکل‌دار استفاده می‌شود. این روش یک راه منطقی و قاعده‌دار برای پیدا کردن اصل مشکل و سپس رفع آن است. ترابلشوتینگ برای مدیریت و توسعه سامانه پیچیده که در آن‌ها دلایل و حالت‌های به وجود آمدن عیب زیاد است استفاده بسیاری دارد. از جاهایی که از این روش حل مسئله زیاد استفاده می‌کنند می‌توان به مهندسی، مدیریت سیستم، الکترونیک و صنعت خودروسازی اشاره کرد.